# Palazzo baronale (Archi)
Il palazzo baronale è un edificio storico di Archi. Detto anche Castello Lannutti, in riferimento all'ultima famiglia che ne fu proprietaria, era collegato al borgo medievale di Archi, fondato nell'XI secolo, mediante le vie Palazzo ed Occidentale, e vi si accedeva tramite l'Arco Cieri, tuttora esistente.

## Storia
La prima menzione del castello risale all'XI secolo, quando si ha notizia del centro abitato di Fara Adami, posto lungo il fiume Sangro, retto dal gastaldo Raniero e da un prete di nome Adamo. Tuttavia il primo documento ufficiale che ne attesta l'esistenza nel 1075 è il Catalogus baronum, redatto dal re Ruggero II di Sicilia.
Nel XV secolo Archi risulta feudo della famiglia Caldora, e il castello fu quindi posseduto, nell'ordine, da Jacopo, Antonio ed il di lui figlio Restaino Caldora.
Dopo varie vicissitudini di feudatari, nel 1559 Archi con l'annesso castello passarono a Martino di Segua. Diversi documenti notarili attestano che Martino restaurò a più riprese alcune ali del castello. I lavori furono eseguiti dal mastro Antonio Malerba. Martino tuttavia nel 1563 dovette vendere all'asta il castello per far fronte ai debiti contratti.
Documenti risalenti al XVII secolo riportano che nel 1644 Giovanni Battista Marino per ereditare il castello fu coinvolto in problemi legali.
Appartenne poi a vari feudatari, di cui gli ultimi furono gli Aldimari di Bomba, che con il marchese Giovanni la tennero fino all'eversione della feudalità, avvenuta nel 1806.
Da ultimo, fu acquistato dalla famiglia Lannutti, che l'abitò fino al sequestro tedesco del 1943. I nazisti utilizzarono il castello come avamposto militare sopra la Val di Sangro per vigilare sull'arrivo delle truppe alleate da Perano; poco prima della loro ritirata verso i monti dell'Alto Sangro, i nazisti danneggiarono e minarono il castello, riducendolo all'aspetto attuale di rudere.

## Architettura

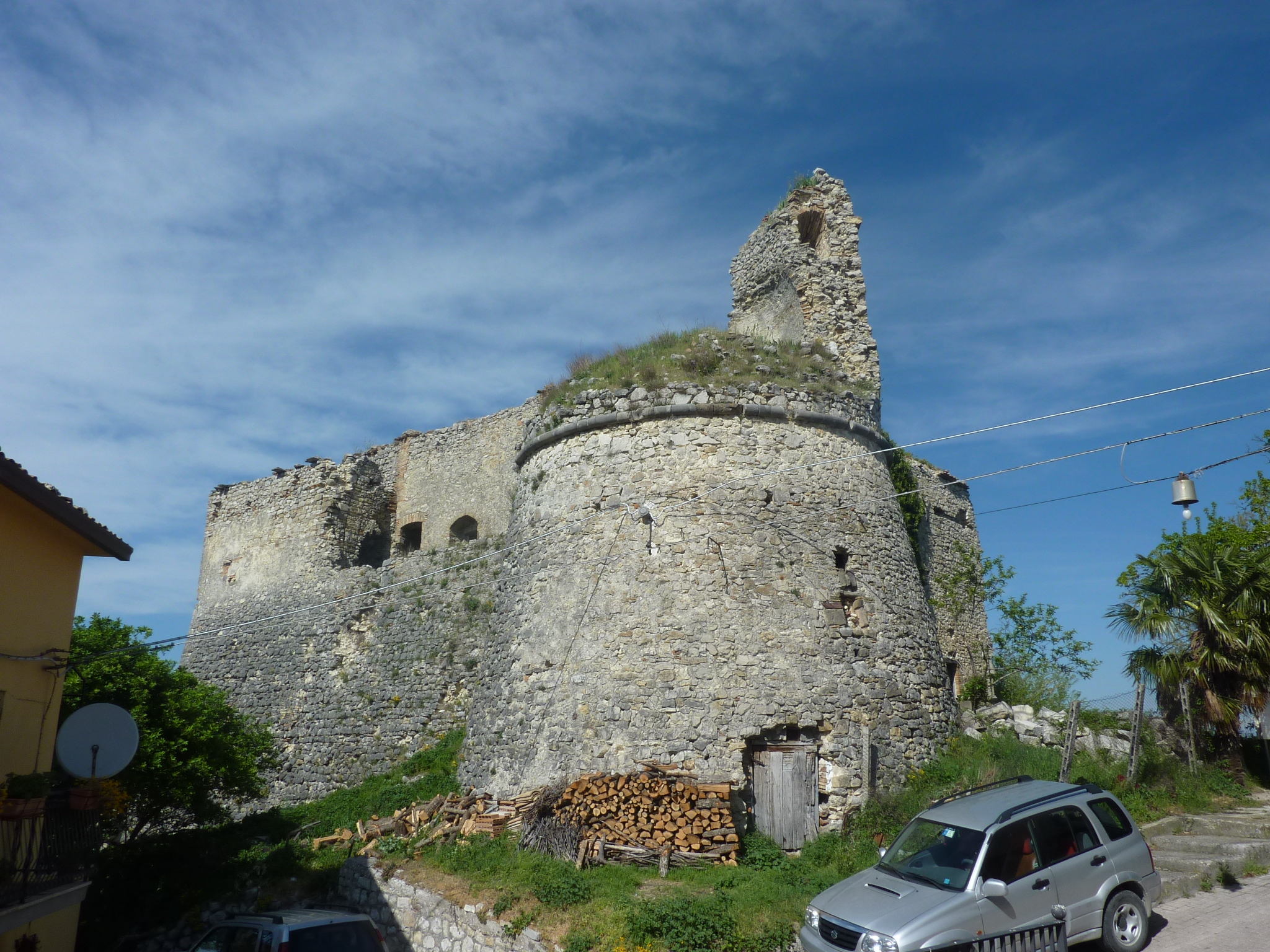
Resti del torrione circolare

L'impianto originario era a pianta quadrangolare, con due torri principali sui muri a scarpa, poste negli angoli sud-ovest e sud-est, la prima a pianta circolare, ancora in parte visibile, con diametro di 7,5 m, e l'altra quadrata, con basamento circolare. Il lato nord presentava un terrapieno bastionato, completamente crollato con la distruzione apportata dai nazisti; oggi risulta occupato dall'antenna della radio-tv comunale. Il cammino di ronda era sostenuto da un paramento murario tronco-conico, mentre il lato nord-est da un corpo cilindrico. I prospetti dei lati est ed ovest erano fortificati con originali corpi di fabbrica a ridosso della cortina muraria, che aumentavano la fortificazione sul colle franoso e costituivano una sorta di doppia difesa muraria per gli assalti.
Nel perimetro esterno si notano ancora varie feritoie per consentire l'uso di archibugi e cannoni; molto probabilmente non aveva il fossato, data l'orografia del sito. Il blocco centrale, oggi scomparso, adibito a residenza signorile, era di 40 × 34 m e presentava una corte di 17 × 13 m con pozzo e cisterna. Del castello resistono solo alcune strutture orizzontali, come le volte a crociera o a botte in laterizio, ma anche un solaio piano di legno con travi; rimane una parte del portale ad arco durazzesco, in corrispondenza dell'androne, realizzato in conci di pietra calcarea, e si trovano originali monofore lungo il percorso interno, tra il primo e il secondo livello del palazzo residenziale.
La muratura esterna è in ciottoli di fiume, laterizio e pietra di collina, senza alterazioni o manomissioni, segno che il castello venne costruito in un blocco unico, senza ampliamenti vari, se non la trasformazione del palazzetto interno in residenza signorile. Purtroppo la distruzione barbara dei nazisti ha fatto perdere tutto l'interno della costruzione, visibile solo, insieme all'impianto del castello, in fotografie storiche pre-belliche. Si conserva la parte muraria sud-ovest, rivolta verso il paese dalle vie Occidentale e Palazzo, con ruderi della base della torre quadrata sud-est, e la torre cilindrica a sud-ovest integra, eccettuata la parte superiore, mezza tronca.

## Galleria d'immagini

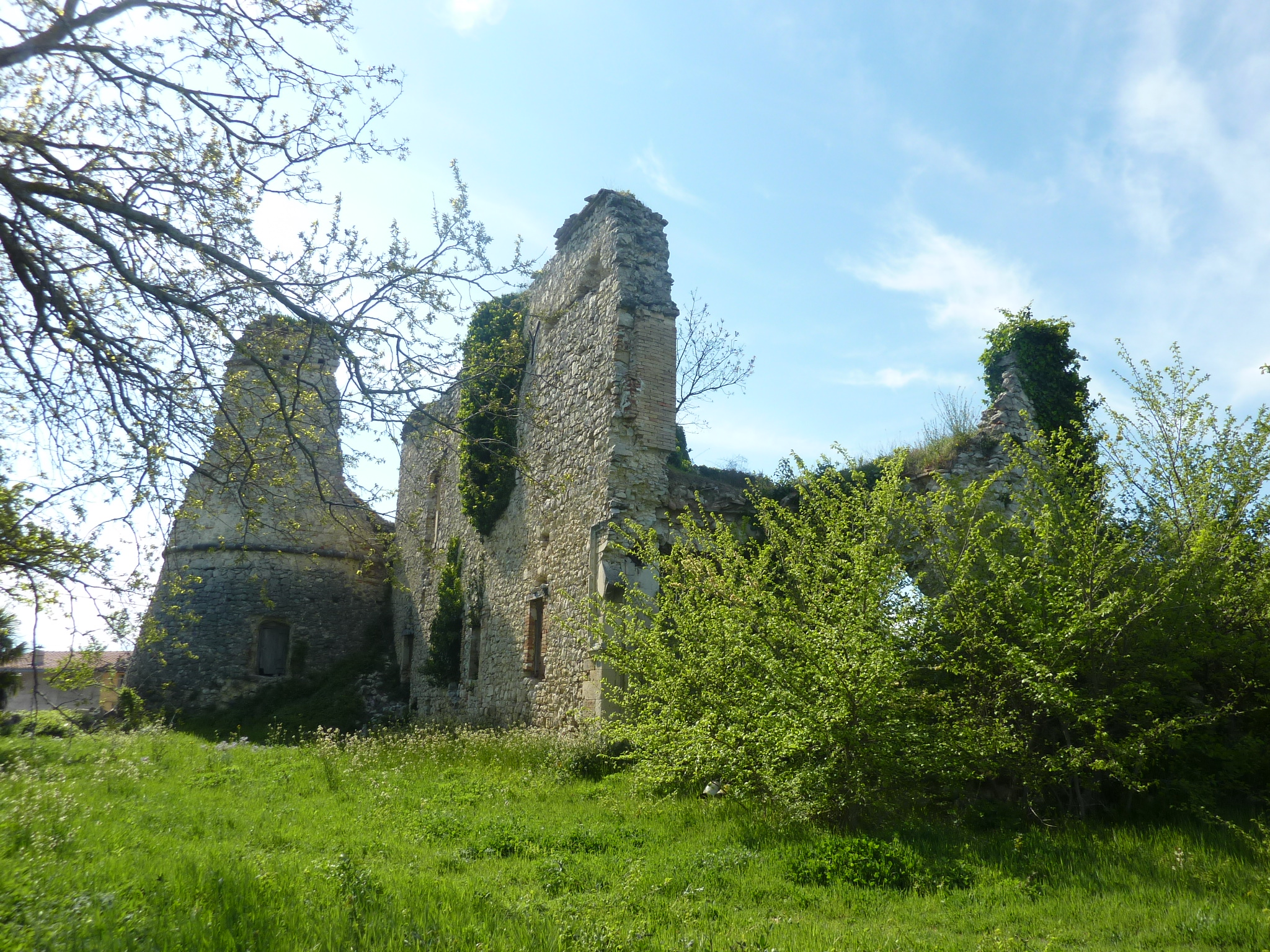
Resti della facciata principale del castello
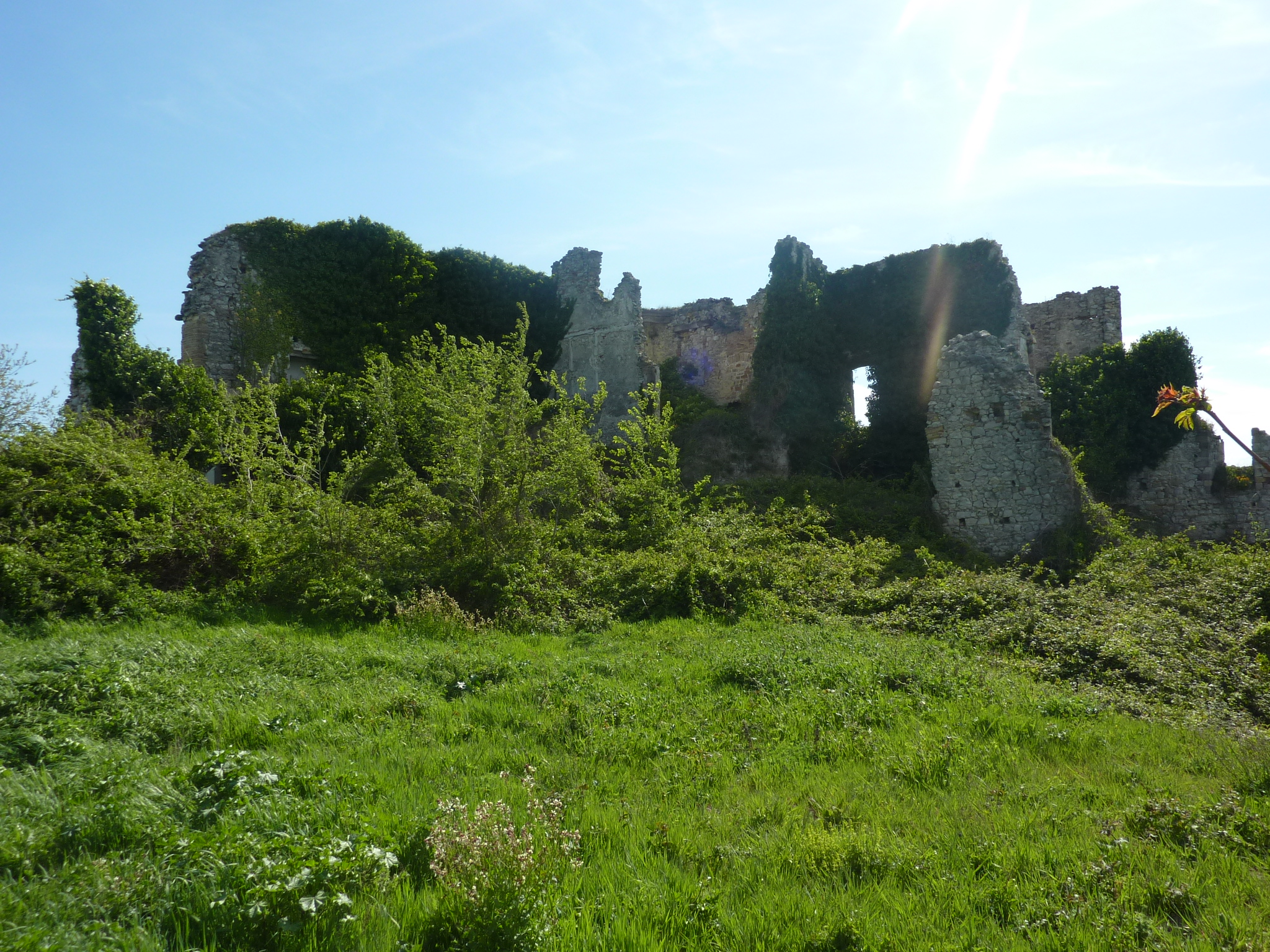
Serie di mura del castello
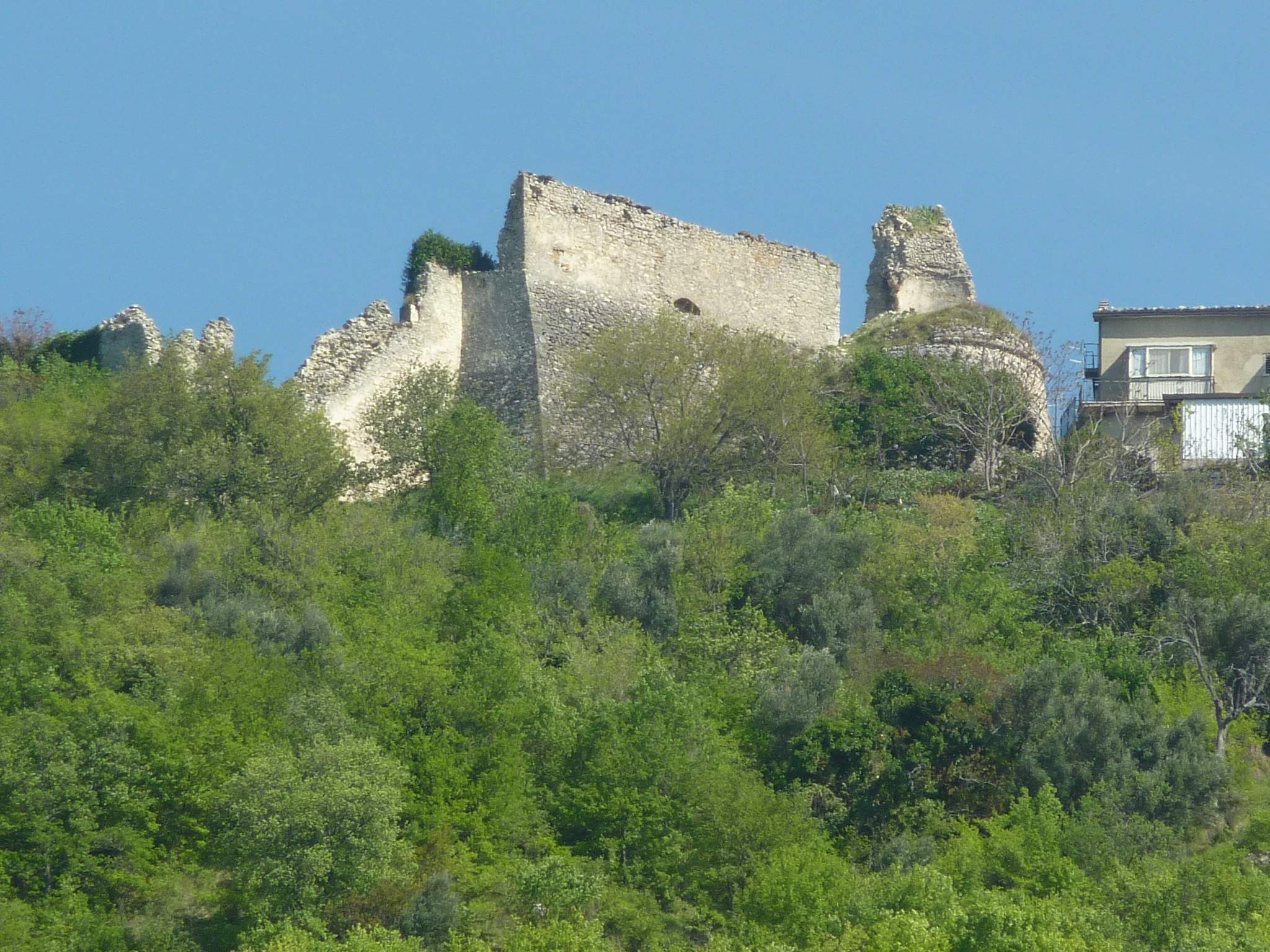
Il castello visto in lontananza